# Росси, Фрэнсис
Фрэнсис Росси (англ. Francis Rossi, род. 29 мая 1949, Форест-Хилл, Лондон, Англия) — британский рок-музыкант, певец, гитарист и автор песен, наибольшую известность получивший как основатель и фронтмен рок-группы Status Quo. В 2010 году Росси был удостоен ордена Британской империи (OBE).

## Биография
Фрэнсис Доминик Николас Майкл Росси родился 29 мая 1949 года в Форест-Хилле, Лондон. Отец Фрэнсиса — итальянец (отсюда итальянская фамилия Росси), а мать — ирландка. Фрэнсис учился в католической начальной школе в Сиденхэме (англ. Our Lady and St Philip Neri Roman Catholic Primary School), о которой оставил самые трогательные воспоминания. Там у него было много друзей, он чувствовал себя в уютном и безопасном окружении. Была лишь одна монахиня, избивавшая учеников, но продержалась она в школе недолго.
Со школьными годами у Фрэнсиса были связаны и первые романтические воспоминания:
Где-то во втором или третьем классе был случай, когда я вдруг начал часто рвать бумагу на кусочки — чтобы пойти и выбросить их в урну. Дело в том, что каждый раз, вставая, я мог подсмотреть верх чулок у учительницы. Я не знал ещё тогда, что это сексуально, но после того, как она сказала: «Фрэнсис!» — начал догадываться, что в этом есть что-то запретное. Оригинальный текст (англ.)Once, in my second or third year, I kept tearing up bits of paper in order to go and put them in the bin. Every time I went up to do this, I could see a little of the teacher's stocking tops. I didn't know this was sexual, but when she said, "Francis!", I realised it was something I shouldn't be doing.Фрэнсис Росси, Independent, 2006
В начальной школе Фрэнсису так нравилось, что в последний день, расставаясь с нею, он горько плакал.
Среднюю школу родители позволили сыну выбирать самостоятельно. Ближайшая католическая средняя школа показалась Фрэнсису слишком ветхой: он хотел учиться непременно в современном строении; лишь позже сообразил, что этим своим решением изменил, возможно, весь ход своей жизни, отказавшись от более качественного образования, дававшего ему шансы на академическое будущее. Он поступил в школу Седжхилл (англ. Sedgehill Comprehensive) и сделался, по собственному выражению, откровенным «простолюдином». Росси так вспоминал один из своих диалогов с преподавательницей французского:
Во втором классе учительница французского — я любил эту учительницу! — спросила меня, когда я расположил ноги на парте: «Стало быть, собираешься стать поп-звездой?» (Я уже играл в группе) — «Да, мисс». — «Значит, будешь разъезжать по разным странам?» — «Да, мисс». — «Заедешь и во Францию? Значит, тебе придётся говорить по-французски». — На что простолюдин во мне отвечал: «Найдётся кто-нибудь, кто будет делать это за меня». Оригинальный текст (англ.)In the second year, the French teacher - I loved that teacher! - said to me, as I was sitting there with my feet on the desk, "So, you're going to be a pop star?" (I was already in a band). "Yes, Miss." "So, you'll travel?" "Yes, Miss." "To France? So, you'll need to speak French." And Jack-the-Lad says, "There'll be someone to do it for me".Фрэнсис Росси, Independent, 2006
Это пророчество, как вспоминал Росси, осуществилось, но лишь наполовину: в 19 лет в составе группы он оказался во Франции, где к нему обратились по-французски, и он не смог вымолвить в ответ ни слова. А за четыре года до этого его исключили из школы, причём — в день её окончания. «Все окончили школу в 16 часов, а меня директор решил вышвырнуть в обеденный перерыв», — утверждал Фрэнсис Росси.

### Status Quo
В 1967 году группа The Spectres, одним из основателем которой был Фрэнсис Росси, переименовалась в Status Quo. Квартет стал одним из самых коммерчески успешных в истории британской поп-музыки. 22 сингла группы входили в британскую «десятку». Общемировой тираж всех пластинок Status Quo (к 2008 году) составил 128 миллионов. Она 106 раз выступала в телепрограмме Top of the Pops, 15 (из 28) студийных альбомов получили «золотой» статус (Don’t Stop стал платиновым); четыре из них поднимались в Британии на 1-е место.
. Всё это время Росси оставался её основным автором, вокалистом и фактическим лидером

## Семейная жизнь
Фрэнсис Росси женился первый раз в 1967 году; он развёлся с Джин в 1979; от этого брака у него трое детей.
В 1992 году он женился на Эйлин, у них пятеро детей. Фрэнсис и Эйлин живут в Суррее, Англия.

## Сольные альбомы
- 1996 — King of the Doghouse
- 2010 — One Step at a Time
- 2010 — We Walk Too Much